# 大山曜
大山 曜（おおやま よう、1962年 - ）は、日本の音楽家、作曲家、編曲家。東京都出身。プログレッシブ・ロック音楽ユニットASTURIASのリーダー。

## 略歴
1985年、津田治彦のPhonogenic Studioに入社し、レベッカのマニピュレーター担当などスタジオ・ミュージシャンとして活動。
1988年、ソロプロジェクトASTURIASとしてデビュー、1993年までにキングレコードのプログレッシブ・ロック系レーベルより3枚のアルバムを発表する。その後は職業音楽家としての日々が続くが、2003年に休止状態だったASTURIASの活動を再開。2006年にはACOUSTIC ASTURIASとしてavex ioからメジャー・リリース。2009年にELECTRIC ASTURIASを結成。海外フェスから招聘されるなど、日本を代表するプログレッシブ・ロック・ユニットとして現在も積極的な活動を行っている。

## 活動
大別して、ASTURIASとしてのものと、アーティストのサポートやBGM・ゲームミュージックの制作等の二つに分かれる。

### ASTURIAS
ASTURIASとしての活動はリンクを参照。

### ゲームミュージック
1990年代前後は、アーテックが制作に関与したゲームを中心に楽曲を提供。2000年代には、かつての会社の後輩である磯江俊道が主宰する音楽制作会社ZIZZ STUDIOを通じて、ゲームやアニメなどの楽曲制作を手掛けている。大山は、制約はあれども、自らの志向する音楽を発表できる場として考えているようである。

#### 主な参加作品
全て共作。

##### アーテック関連
- ミネルバトンサーガ ラゴンの復活（FC）
- ディガンの魔石（PC-98, PC-88）
- 獣神ローガス（PC-98）
- ダークレイス（PC-98）
- シルヴァ・サーガ（FC）
- ガデュリン（SFC）[1]

##### ZIZZ STUDIO関連
ZIZZ STUDIOを通じて提供した楽曲は多岐にわたる。ここでは主なものを記す。
- 鬼哭街（PC）
- "Hello, world."（PC）
- 斬魔大聖デモンベインシリーズ（PC）
- 処女はお姉さまに恋してる（PC）
- Lamento -BEYOND THE VOID-（PC）
- ボクの手の中の楽園（PC）
- 装甲悪鬼村正（PC）
- 神樹の館（PC）
- クラシックダンジョン 〜扶翼の魔装陣〜（PSP）
- 神獄塔 メアリスケルター（PS Vita）
- 深夜廻（PS4）